# Circondario di Ségou
Il circondario di Ségou è un circondario del Mali facente parte della regione omonima. Il capoluogo è Ségou.

## Geografia antropica

### Suddivisioni amministrative
Il circondario di Ségou è suddiviso in 30 comuni:
- Baguindadougou
- Bellen
- Boussin
- Cinzana
- Diédougou
- Diganidougou
- Dioro
- Diouna
- Dougabougou
- Farako
- Farakou Massa
- Fatiné
- Kamiandougou
- Katiéna
- Konodimini

- Markala
- Massala
- N'Gara
- N'Koumandougou
- Pelengana
- Sakoïba
- Sama Foulala
- Saminé
- Sansanding
- Sébougou
- Ségou
- Sibila
- Soignébougou
- Souba
- Togou